# ALD Automotive
ALD Automotive AB, är ett svenskt kreditmarknadsbolag som erbjuder leasing av tjänste- och förmånsbilar till sina företagskunder.
ALD är ett dotterbolag till det franska leasingföretaget ALD International Group, som är en av de största på den europeiska marknaden och har en fordonpark på över en miljon fordon. ALD International Group är i sin tur ägd av den multinationella bankkoncernen Société Générale S.A.